# Ying (Shuozhou)

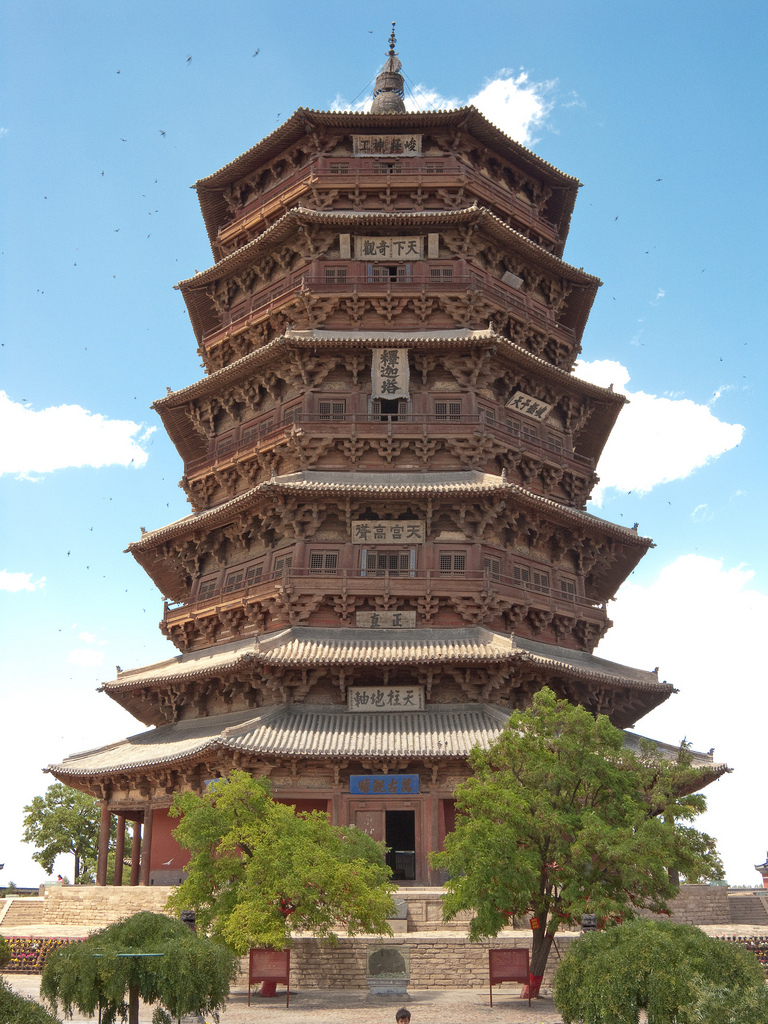
Templo Fogong construído em 1056.

Condado de Ying ou Yingxian (应县) é um condado no norte da província de Xanxim, na China. É a divisão de nível de condado mais oriental da cidade de Shuozhou. 

O condado de Ying em Shuozhou é mais conhecido pelo Templo Pagode de Fogong, que foi construído em 1056 e era o edifício de madeira mais alto do mundo construído antes do surgimento dos modernos arranha-céus. 